# Pabellón Universitario de Albacete
El Pabellón Universitario de Albacete es un pabellón deportivo multiusos situado en la ciudad española de Albacete. Es propiedad de la Universidad de Castilla-La Mancha gestionado por el Ayuntamiento de Albacete a través del Instituto Municipal de Deportes (IMD).
Es uno de los principales pabellones deportivos cubiertos de la capital, ubicado en el barrio Universidad de la capital albaceteña. Inaugurado en 1999, cuenta con capacidad para 2400 espectadores.
El pabellón cubierto cuenta con dos pistas deportivas, una sala de gimnasia deportiva, una sala polideportiva (aerobic, bailes de salón...) y una sala de fitness, además de otros espacios auxiliares como vestuarios, vestuario de árbitros, sala de reuniones, botiquín o cafetería.
Es sede de varios clubes deportivos de la ciudad como el Albacete Fútbol Sala. Asimismo, hasta 2013 el Pabellón Universitario de Albacete albergó el Centro Especializado de Tecnificación Deportiva de Gimnasia en trampolín de España, el único existente en Castilla-La Mancha.
Entre los deportes que se practican a diario en el centro se encuentran la gimnasia, el aerobic, el baloncesto, el voleibol, el fútbol sala, el baile de salón o el fitness.
Ha albergado grandes eventos del mundo del deporte como el Campeonato del Mundo de Gimnasia en Trampolín de 2012, la Liga Europea de Voleibol de Selecciones Absolutas Femeninas de 2009, la Supercopa de España de Balonmano de 2008, en la que se impuso el FC Barcelona, o la Primera División de fútbol sala de España. Además, cada año se celebra el Torneo Feria de Albacete entre equipos de la Liga ACB (Liga Endesa). Así, en 2013 se impuso el Valencia Basket al Baloncesto Fuenlabrada y en 2014 el Estudiantes venció al Real Madrid.